# 程克
程 克（てい こく）は、中華民国の政治家。北京政府の要人。字は仲漁・衆漁。

## 事績
河南大学を卒業後、日本に留学する。東京帝国大学法科を卒業して法学士を取得した。また、中国同盟会に加入し、雑誌『河南』を創刊している。帰国後は天津で革命派のための秘密活動に従事したが、事が漏れて捕らえられた。趙秉鈞の斡旋により釈放されている。
1912年（民国元年）6月以降、北京政府内務部で各職を歴任している。1913年（民国2年）4月には国会参議院に選出された。1914年（民国3年）6月、陝西省の漢中道尹となり、1915年（民国4年）12月には、副都統阿爾泰（アルタイ）弁事長官に任じられた。1918年（民国7年）、病により辞職、帰郷した。
1922年（民国11年）、河南督軍となっていた馮玉祥の知遇を得る。1923年（民国12年）1月に、その推薦により司法総長兼修定法律館総裁に任じられた。在任中の程克は、法廷で無罪判決を受けて釈放された羅文幹（政治家・法学者）について、判決を不服として上訴し、羅文幹を再度収監させてしまう。これは、全国司法界の反発・激昂を招く大失態となってしまった。
1924年（民国13年）1月、程克は内務総長に昇進した。しかし同年9月に辞任し、天津に寓居する。なお、この頃までには、程克は殷汝耕・殷同・袁良とともに、日本通の四巨頭と目されるようになっている。
国民政府成立後の1933年（民国22年）9月に、北平政治会議顧問として招聘に応じた。1935年（民国24年）6月、天津市長に任じられる。同年12月には、冀察政務委員会委員となった。
1936年（民国25年）3月28日、天津にて病没。享年59。